# Đồn điền

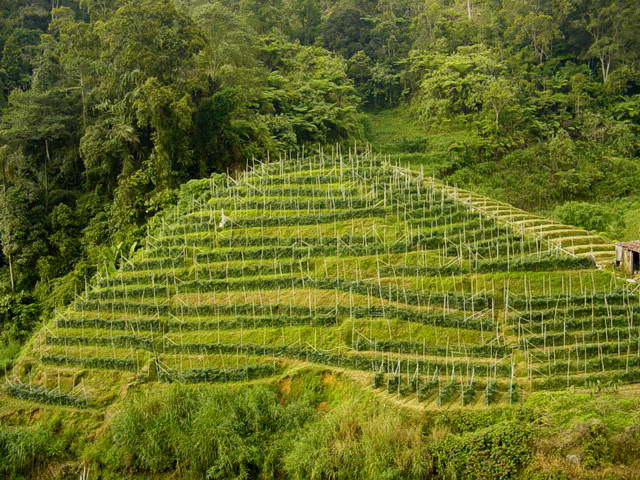
Đồn điền chè ở Cao nguyên Cameron, Malaysia.

Đồn điền là một loại trang trại có quy mô lớn, thường ở vùng nhiệt đới hay bán nhiệt đới trồng những loại cây công nghiệp như bông gòn, thuốc lá, cà phê, chè, mía, cao su, cây lấy gỗ hoặc cây ăn trái. Nhân công đồn điền thường theo dạng hợp đồng ngắn hạn hoặc dài hạn tùy tính chất công việc,sinh sống và làm việc tại đồn điền.
Đồn điền chủ yếu cung cấp hàng có giá trị trên thương trường chứ không phải để tiêu thụ trong phạm vi sinh hoạt hàng ngày.
Đồn điền cà phê, chè, hạt tiêu, ca cao là một trong những tiêu biểu của loại này.

## Ảnh hưởng xã hội

Đồn điền Orton ở tiểu bang Bắc Carolina, Hoa Kỳ

Để cung ứng nhân công cho đồn điền với quy mô to lớn, nạn nô lệ gắn liền với sự phát triển của nền kinh tế đồn điền nhất là ở châu Mỹ. Hệ thống đồn điền phát triển mạnh nhất vào thời kỳ thuộc địa ở châu Phi và châu Á.
Thời cận đại, nhân công đồn điền thường sống trong hoàn cảnh "bán nô lệ" hoặc tá điền. Phu đồn điền phải làm cho tới khi mãn hạn giao kèo để trả nợ.

## Đồn điền ở Việt Nam

### Đồn điền quân sự trước thế kỷ 19
Tại Việt Nam đồn điền trước thế kỷ 19 là một thực thể khác trang trại canh tác. Đồn điền thời phong kiến đúng ra là một tổ chức quân đội do chính quyền thành lập để đưa lính đến khai khẩn đất hoang cùng bảo vệ vùng đất mới rồi dần mộ thêm dân đến lập nghiệp sau. Trong trường hợp đó thì đồn điền không thuộc sở hữu của riêng ai mà là cơ cấu sáp nhập đất biên thùy, một phương thức hữu hiệu trong cuộc Nam tiến của dân Việt.
Lệ thiết lập đồn điền có từ triều Hồng Đức và phát triển dần đến thời Trịnh-Nguyễn phân tranh thì càng đắc dụng. Các chúa Nguyễn đều tận dụng phép đồn điền để mở rộng bờ cõi trong cuộc Nam tiến.
Sang thời nhà Nguyễn có lệnh các quan phải xúc tiến khai hoang và phát trâu bò cùng nông cụ cho dân khẩn hoang. Mỗi "đồn điền đội" là 10 người. Thường dân nào mộ được hơn 10 người thì cho làm cai trại và miễn sưu dịch.

### Đồn điền nông nghiệp sau thế kỷ 19
Sau khi người Pháp đến lập nền đô hộ thì đồn điền là một đơn vị kinh doanh lấy lời. Cây cà phê là một loại cây công nghiệp đầu tiên được trồng ở Việt Nam dưới dạng đồn điền bắt đầu từ năm 1888 ở Kẻ Sở, Bắc Kỳ. Đồn điền cây chè thì mãi đến năm 1924 mới bắt đầu hoạt động ở vùng Cao nguyên Trung Kỳ gồm các tỉnh Kontum, Pleiku, Darlac và Đồng Nai Thượng.
Cây công nghiệp đắc dụng nhất trồng trên đồn điền ở Việt Nam là cây cao su Hevea brasiliensis, đầu tiên đem trồng ở Nam Kỳ năm 1879 rồi đưa vào canh tác lớn hơn bắt đầu từ năm 1909. Đến năm 1919 thì diện tích cây cao su đạt 15.850 ha, sản xuất 3.500 tấn cao su.
Đến đầu thập niên 1940 trên toàn cõi Đông Pháp thì ở Nam Kỳ diện tích cao su tăng lên thành 103.000 ha cùng 28.600 ha ở Cao Miên. Nguồn lao động làm việc trên các đồn điền cao su là khoảng 70.000 phu, tục gọi là "cu-li" phục dịch. Dân phu thường được mộ từ những thành phần nghèo ở Bắc và Trung Kỳ rồi đưa vào Nam làm việc dài hạn, gần như ở dạng nô lệ hay tù nhân, ăn lương 30 đến 40 xu mỗi ngày. Vấn nạn người phu bị cai phu và chủ đồn điền ngược đãi cũng như cách mộ phu gian trá là một yếu tố trong cuộc xách động chính trị ở Việt Nam thời Pháp thuộc như trong vụ ám sát Bazin của Việt Nam Quốc dân Đảng.